# Quyền LGBT ở Jamaica
Quyền đồng tính nữ, đồng tính nam, song tính và chuyển giới ở Jamaica, đặc biệt là nam giới, phải đối mặt với các vấn đề pháp lý và xã hội mà những người không LGBT không gặp phải. Sodomy và/hoặc buggery bị trừng phạt bằng tù chung thân.  Mặt khác, hành vi tình dục giữa phụ nữ là hợp pháp.
Jamaica đã được một số nhóm nhân quyền mô tả là quốc gia kỳ thị nhất thế giới vì mức độ tội phạm bạo lực cao nhắm vào người LGBT. Bộ Ngoại giao Hoa Kỳ nói rằng vào năm 2012, "chứng sợ đồng tính đã lan rộng trong nước".
Chính phủ Jamaica cho biết vào năm 2012 rằng họ "cam kết đối xử công bằng và công bằng với công dân của mình và khẳng định rằng bất kỳ cá nhân nào có quyền được cho là đã bị xâm phạm đều có quyền tìm cách khắc phục."  Chính phủ cũng tuyên bố rằng "không có sự phân biệt đối xử hợp pháp đối với những người vì lý do khuynh hướng tình dục của họ" và rằng nó "trái ngược với sự phân biệt đối xử hoặc bạo lực đối với những người bất kể xu hướng tình dục của họ.":page: 95
Một ủy viên cảnh sát trợ lý đã tuyên bố ngay trước khi ông nghỉ hưu vào tháng 7 năm 2012 rằng danh tiếng của người đồng tính Jamaica chỉ là "cường điệu" và cuộc sống của những người LGBT đang được cải thiện.  Ông cho rằng vấn đề thực sự là tội phạm đồng tính nam và các thành viên của cộng đồng mặc quần áo công khai.

## Bảng tóm tắt
| Hoạt động tình dục đồng giới hợp pháp                                                                                       | No                          |
| Độ tuổi đồng ý | No                          |
| Luật chống phân biệt đối xử trong việc làm                                                                                  | No                          |
| Luật chống phân biệt đối xử trong việc cung cấp hàng hóa và dịch vụ                                                         | No                          |
| Luật chống phân biệt đối xử trong tất cả các lĩnh vực khác (bao gồm phân biệt đối xử gián tiếp, ngôn từ kích động thù địch) | No                          |
| Hôn nhân đồng giới | (Hiến pháp cấm từ năm 1962) |
| Công nhận các cặp đồng giới                                                                                                 | No                          |
| Con nuôi của các cặp vợ chồng đồng giới                                                                                     | No                          |
| Con nuôi chung của các cặp đồng giới                                                                                        | No                          |
| Người đồng tính nam và đồng tính nữ được phép phục vụ công khai trong quân đội                                              | No                          |
| Quyền thay đổi giới tính hợp pháp                                                                                           | No                          |
| Truy cập IVF cho đồng tính nữ                                                                                               | No                          |
| Mang thai hộ thương mại cho các cặp đồng tính nam                                                                           | No                          |
| NQHN được phép hiến máu | No                          |